# Does It Offend You, Yeah?
Does It Offend You, Yeah? es una banda británica de dance-punk de Reading, Berkshire. Tocaron el que iba a ser su último espectáculo el 12 de diciembre de 2015 en el Electric Ballroom de Camden Town. En septiembre de 2021, anunciaron un nuevo álbum, titulado We Do Our Own Stunts.

## Historia
Does It Offend You, Yeah?, que lleva el nombre de una cita de la serie de televisión de la BBC The Office, se formó en 2006 en Reading, Reino Unido, por James Rushent y Dan Coop y pronto se les unieron Rob Bloomfield y Morgan Quaintance.
Lanzaron su primer álbum, You Have No Idea What You're Getting Yourself Into, en la primavera de 2008. Fue escrito e interpretado por James Rushent, Rob Bloomfield y Dan Coop. El vocalista de Death From Above 1979, Sebastien Grainger, interpretó la voz principal en "Let's Make Out". La canción "All the Same" debía aparecer en el álbum, pero se eliminó por razones desconocidas a pesar de aparecer en Need for Speed: Hot Pursuit de Electronic Arts. "All the Same" se lanzó en plataformas de streaming en diciembre de 2022.
Does It Offend You, Yeah? fueron la novena banda nueva más escuchada de 2008 en last.fm y fueron incluidos en la lista de mejor música alternativa de 2008 en iTunes USA. Fueron anunciados como un artista innovador de Rolling Stone en 2008.
En 2009, Chloe Duveaux y Matty Derham (de Fields) se unieron a la banda. Su siguiente álbum, Don't Say We Didn't Warn You, se lanzó en 2011 y alcanzó el puesto número 3 en la lista Dance del Reino Unido y el número 11 en la lista Indie. El álbum fue producido ejecutivo por el padre de James Rushent, Martin Rushent.
Algunos los han comparado con grupos de baile como Daft Punk, Justice y Digitalism, así como con otros como Rage Against the Machine. NME los compara con bandas como Muse debido a su sonido más pesado y "en vivo". El grupo es conocido por sus estridentes espectáculos en vivo, que a menudo terminan con saltos en el escenario y destrucción de instrumentos. El vocalista James Rushent a veces destruía la batería corriendo y sumergiéndose en ella.
La banda apareció en la televisión estadounidense en Jimmy Kimmel Live! y Last Call with Carson Daly. También han aparecido en los programas de televisión británicos Sound (BBC) y Transmission (Channel 4). También aparecieron junto a los artistas Pharrell Williams, Santigold, Julian Casablancas, MGMT y Karen O como parte de la campaña publicitaria The Converse Century Celebration.
El cantante principal James Rushent coprodujo los cinco primeros éxitos de The Prodigy, "Omen", así como su canción "Invaders Must Die". Rushent también ha remezclado canciones para artistas como Muse, The Raconteurs y Bloc Party. Bloomfield ha remezclado canciones de 50 Cent, Dan le sac vs Scroobius Pip y P Diddy.
En abril de 2012, la banda emitió un comunicado a través de Facebook de que ahora estaban en una "pausa indefinida". El comunicado también reveló que tanto James Rushent como Dan Coop están trabajando en un proyecto de música electrónica.
En noviembre de 2015 se anunció en Facebook un nuevo EP con el título "How To Kiss a Dragon and Walk Away From It" para principios de 2016. Cuando se les preguntó si la banda se había separado, la banda aclaró en los comentarios que el estado de la banda era "complicado, no tan blanco y negro como la gente puede verlo". La banda dijo que si la mayoría de la gente piensa en una banda como "empezar a escribir, hacer un álbum, comienza la rueda de promoción de un sello importante, hacer una gira/vender las camisetas, tener unas vacaciones, empezar a escribir, hacer un álbum... Entonces sí, hemos roto." Luego, la banda aclaró que si otros piensan en una banda como "un par de compañeros jodiendo cuando tenemos suficiente tiempo en nuestros trabajos diarios y suficientes pistas para un EP... entonces sí, todavía somos una banda".

### Giras
En 2008, Does It Ofend You, Yeah? completó una gira principal por Estados Unidos que alcanzó su clímax en el histórico club Troubadour de Hollywood. En el show, el cantante James Rushent se rompió la pierna durante su última canción, aunque logró regresar cojeando al escenario para un bis antes de ser trasladado de urgencia al hospital.
A principios de 2008 participaron en la gira de premios NME, junto a The Ting Tings. Luego completaron su propia gira principal por el Reino Unido con el apoyo de South Central y Lets Talk Tactics.
Pasaron a abrir para Bloc Party y Nine Inch Nails en sus respectivas giras norteamericanas de 2008. También fueron los teloneros de The Prodigy en la última fecha de su gira de clubes por el Reino Unido en 2008.
Does It Offend You, Yeah? ha aparecido en festivales como Coachella, Lollapalooza, South by Southwest, Glastonbury, Reading/Leeds Festival, Summer Sonic, Wireless Festival, Monolith, Global Gathering, Street Scene, Pukkelpop, Dour, Printemps de Bourges, Les Eurockéennes, Vieilles Charrues, Hurricane, Southside, Oxegen, Lowlands, Gatecrasher, Jersey Live, Parklife, V Festival, Pohoda, Exit, NASS Fest y Melt! Festival, así como el Strawberry Festival y el Zebra Festival en China.
La banda apoyó a The Prodigy en su etapa de Australasia e Irlanda de la gira Invaders Must Die Tour y tocó en el Warrior's Dance Festival en Milton Keynes, Inglaterra.
Hicieron una gira con Linkin Park en la etapa del Reino Unido de A Thousand Suns World Tour en noviembre de 2010 y completaron la gira junto a Prodigy y Pendulum en América del Norte.
La banda se embarcó en una gira por el Reino Unido en marzo de 2011 para promocionar su último álbum Don't Say We Didn't Warn You. Fueron apoyados por Hounds y Tripwires.
En agosto de 2015, la banda anunció un concierto final único en el Electric Ballroom de Camden Town el 12 de diciembre de 2015.

### Proyectos de DJ
Does It Offend You, Yeah? también realizó DJ en varios clubes y festivales de todo el mundo. Lo han hecho en el mismo cartel que actos como Justice, Peaches, MSTRKRFT, Simian Mobile Disco, Steve Aoki, DJ AM, Ladytron, Samantha Ronson y 2 Many DJ's.

### Último show
La banda compartió una transmisión a través de Facebook el 11 de agosto anunciando que tocarán su último show en el Electric Ballroom el 12 de diciembre de 2015. La lista de canciones incluía todas las canciones de "You Have No Idea What You're Getting Yourself Into" y la mayor parte de "Don 't Say We Didn't Warn You", así como las nuevas canciones "Let's Go" y "Stormy Weather". La banda cerró con "Epic Last Song" junto con "We Are Rockstars".

### Retorno
El 1 de julio de 2021, la banda anunció otro espectáculo a través de las redes sociales, que tendrá lugar el 23 de diciembre de 2021 en el Electric Ballroom de Londres. Posteriormente, el espectáculo fue reprogramado para el 5 de mayo de 2022.
El 17 de septiembre de 2021, Does It Offend You, Yeah? estrenó un video teaser en su canal de YouTube, anunciando un álbum de regreso titulado We Do Our Own Stunts.
El 14 de abril de 2022, la banda estrenó su nuevo sencillo, "Guess Who Just Rolled Back to Town" en su página de Facebook y canal de YouTube.

## Nombre de la banda
La banda reveló que el origen de su nombre proviene de la comedia The Office.

Todo el mundo piensa que el nombre es una especie de declaración, pero es una cita de David Brent en un episodio de "The Office". "Cuando James Rushent y yo empezamos a escribir música juntos, decidimos publicarla en MySpace. Necesitábamos un nombre para nuestro perfil, así que simplemente pusimos lo primero que se dijo en la televisión, lo encendimos y Ricky Gervais dijo: "Mi forma de beber: ¿te ofende, sí?", así que simplemente decidimos eso sin pensar en ello.
Everybody thinks the name is some kind of statement but it's a quote from David Brent in an episode of The Office. "When me and James Rushent first started writing music together we decided to put it up on MySpace. We needed a name to put as our profile name so just put what was the first thing that was said on TV, we switched it on and Ricky Gervais said "My Drinking – Does it offend you, yeah?" so we just went with that. No thought went into it whatsoever.
Dan Coop

## Miembros
- James Rushent – vocalista principal, bajista, sintetizador (2006–Presente)
- Dan Coop – sintetizador (2006–Presente)
- Matty Derham – guitarra, coros (2009–Presente)

#### Miembros anteriores
- Morgan Quaintance – guitarra, sintetizador, coros (2007–2009)
- Rob Bloomfield – batería, coros (2006–2015)
- Chloe Duveaux – bajo, coros (2009–2012)
- Steve 'Munky' Muncaster – baterista, Babe (2021–2021)

#### Músicos invitados
- Sebastien Grainger – voz principal

## Discografía

### Álbumes
| You Have No Idea What You're Getting Yourself Into                                             | - Publicado: 24 de marzo de 2008 - Sello: Virgin, Startime, Almost Gold - Formatos: CD, LP, descarga digital | 48                 | —                  | —                  | 80                 |
| Don't Say We Didn't Warn You                                                                   | - Publicado: 14 de marzo de 2011 - Sello: Cooking Vinyl - Formatos: CD, LP, descarga digital                 | 119                | 3                  | 11                 | —                  |
| We Do Our Own Stunts                                                                           | - Publicado: Por determinar - Sello: Autoeditado                                                             | Para ser publicado | Para ser publicado | Para ser publicado | Para ser publicado |
| "—" denota lanzamientos que no figuraron en las listas o no fueron lanzados en ese territorio. | |                    |                    |                    |                    |

### EPs
- Live @ The Fez (2008) – EP de descarga digital en vivo incluido con cada pedido anticipado del álbum.[16]
- iTunes Live: London Festival '08 (2008)
- iTunes – Live at Lollapalooza 2008: Does It Offend You, Yeah? EP

### Sencillos
| "Weird Science"                                                       | 2007 | —   | —  | You Have No Idea What You're Getting Yourself Into |
| "Let's Make Out"                                                      | 2007 | —   | —  | You Have No Idea What You're Getting Yourself Into |
| "We Are Rockstars"                                                    | 2008 | 177 | —  | You Have No Idea What You're Getting Yourself Into |
| "Dawn of the Dead"                                                    | 2008 | 41  | 6  | You Have No Idea What You're Getting Yourself Into |
| "Epic Last Song"                                                      | 2008 | 91  | 20 | You Have No Idea What You're Getting Yourself Into |
| "The Monkeys Are Coming"                                              | 2011 | —   | —  | Don't Say We Didn't Warn You                       |
| "Wondering"                                                           | 2011 | —   | —  | Don't Say We Didn't Warn You                       |
| "Pull Out My Insides"                                                 | 2011 | —   | —  | Don't Say We Didn't Warn You                       |
| "Guess Who Just Rolled Back Into Town"                                | 2022 | —   | —  | We Do Our Own Stunts                               |
| "All The Same"                                                        | 2022 | —   | —  | We Do Our Own Stunts                               |
| "—" denota una grabación que no llegó a las listas o no fue publicada |      |     |    |                                                    |

### Remixes
- Bloc Party – "The Prayer" (También aparece en Need for Speed: ProStreet)(Wichita) Rushent / Coop
- Muse – "Map of the Problematique" (Warner Bros) Rushent / Coop
- 50 Cent – "Do You Think About Me" (Interscope) Bloomfield
- dan le sac vs Scroobius Pip – "Cauliflower" (Sunday Best) Bloomfield
- The Raconteurs – "Steady, As She Goes" (White) Rushent / Coop
- The White Stripes – "Fell in Love with a Girl" (White) Rushent / Coop
- Hadouken! – "Crank It Up" (Atlantic Records) Rushent
- The Faint – "The Geeks Were Right" (Saddle Creek) Bloomfield
- Air Traffic – "Charlotte" (Inédito) Rushent
- Muse – "Uprising" (Warner Bros) Rushent
- Linkin Park – "The Catalyst" (Warner Bros) Bloomfield
- Natalia Kills – "Zombie" (Interscope) Bloomfield
- Escape The Fate – "Issues" (Interscope) Bloomfield
- The Naked and Famous – "Does Being Famous Offend Nudes (Punching in a Dream Remix)" Bloomfield
- Gavin James – The Book Of Love
- ok tokyo – You Better Believe It
- The Naked and Famous – Punching in a Dream

### Covers
- "Whip It" originalmente de Devo: reproducido en vivo y se incluyó una grabación en vivo en el CD de recuerdo de los NME Awards 2008 que vino gratis con cada número de la edición del 27 de febrero de 2008 de la revista NME.[19]

### Videos musicales
- "Weird Science" – 2007
- "Let's Make Out" – 2007
- "We Are Rockstars" – 2008
- "Epic Last Song" – 2008
- "Dawn of the Dead" – 2008
- "We Are the Dead" – 2010
- "The Monkeys Are Coming" – 2011
- "Pull Out My Insides" – 2011